# 意祁都比売命
意祁都比売命（おけつひめのみこと、生没年不詳）は、古代日本の女性。

## 概要
『古事記』では意祁都比売命、『日本書紀』では姥津媛（ははつひめ）と表記する。「富士大宮司系図」では姉の意祁都比売命が彦初都比売命、妹の袁祁都比売命が表初都比売命と誤記されている。
和珥氏の遠祖である和邇日子押人命の娘であり、兄弟には彦国葺命の父・彦国姥津命がいるとされる。開化天皇の妃となり、日子坐王を生んだとされる。